# Komornik (služba)
Komornik (iz latinščine camera=soba) je človek v službi monarha, močnejšega fevdalca ali cerkvenega prelata (kot npr. papeža), ki se ukvarja z njegovimi privatnimi potrebami in lahko prosto vstopa v njegove prostore, torej kot sobar z visokim zaupanjem.
Komornik (stara latinščina: cambellanus ali cambrerius, s pristojnostjo za zakladništvo camerarius) je višji kraljevi uradnik, zadolžen za upravljanje z dvorom. Zgodovinsko gledano je komornik nadzoroval urejanje domačih zadev in je bil pogosto tudi zadolžen za prejemanje in izplačilo denarja, ki se hrani v kraljevi komori. Položaj je bil običajno počaščen visokemu članu plemstva (plemiču) ali duhovščini, pogosto kraljevemu favoritu. Rimski cesarji so tega uradnika imenovali z naslovom cubicularius. Komornik Svete rimske cerkve ima zelo obsežna pooblastila, pod njegovim nadzorom so dohodki papeškega gospodinjstva. V znak svojega dostojanstva so nosili ključ, ki je bil v sedemnajstem stoletju pogosto posrebren in je dejansko prilegal ključavnicam sobnih sob. Od osemnajstega stoletja, se je ta služba spremenila v zgolj simbolično, čeprav čudovito, ranga -insignie iz pozlačenega brona. V mnogih državah obstajajo protokolarni položaji, povezani z gospodinjstvom suverena.

## Opis
Zgodovinsko gledano so številne ustanove in vlade – samostani, katedrale in mesta – imele tudi mesto komornika, ki je običajno skrbel za finance.  Finančni direktor City of London se še vedno imenuje komornik (Chamberlain), medtem ko je New York City imel komornika, ki je vodil mestne finance do začetka 20. stoletja.

## Etimologija
Od starofrancoskega komornika, chamberlenc, modernega francoskega chambellan, od starovisokonemškega Chamarling, Chamarlinc, od koder tudi srednjeveško latinskega cambellanus, camerlingus, camellengus; italijanskega kamerlingo ; Španskega kamerlengo, sestavljen iz starovisokonemškega Chamara, Kamara [latinsko kamera, »komora«] in nemške pripone -ling . 

## Pozicije/službe
Nekaj glavnih služb, znanih s tem imenom:

### Avstrija
- Kammerherr ali Kämmerer (z odgovornostjo za finance, zakladnico)

### Bizantinsko cesarstvo
- Koubikoularios
- Parakoimomenos
- Praepositus sacri cubiculi

### Francija
- Veliki komornik Francije

### Nemčija
- Kammerherr ali Kämmerer (z odgovornostjo za finance, zakladnico)

### Sveto rimsko cesarstvo
- Kammerherr ali Kämmerer (z zadolžitvijo za finance, zakladnico)
- Reichskämmerer (cesarski komornik)
- Lord komornik nadvojvodinje

### Rimsko cesarstvo
- Admissionales
- Praepositus sacri cubiculi
- Cubicularius

### Združeno kraljestvo
- Lord Veliki komornik (eden od Visokih državnih častnikov)
- Lord Chamberlain (višji izvršni uradnik kraljevega gospodinjstva )
- Chamberlain londonskega Cityja (visoki uradnik City Corporation, njegov finančni direktor. Imenovanje mestnega komornika je prvič zabeleženo leta 1276; njegove naloge so bile povezane z Mestno zbornico, kjer so hranili denar. Predsedoval je tudi sprejemu Freemen of the City of London in to nadaljuje še danes.)
- Državni zbornik, zakladniški uradnik v angleški državni blagajni
- Lord Chamberlain Škotske (zgodovinski državni urad v Kraljevini Škotske od 1124–1703)

### Vatikan
- Camerlengo Svete rimske cerkve
- Papeški gospod (prej znan kot papeški komornik (Cameriere di spada e cappa))